# Xanthorhoe ardularia
Xanthorhoe ardularia är en fjärilsart som beskrevs av Achille Guenée 1868. Xanthorhoe ardularia ingår i släktet Xanthorhoe och familjen mätare. Inga underarter finns listade i Catalogue of Life.